# Haus Knippenburg

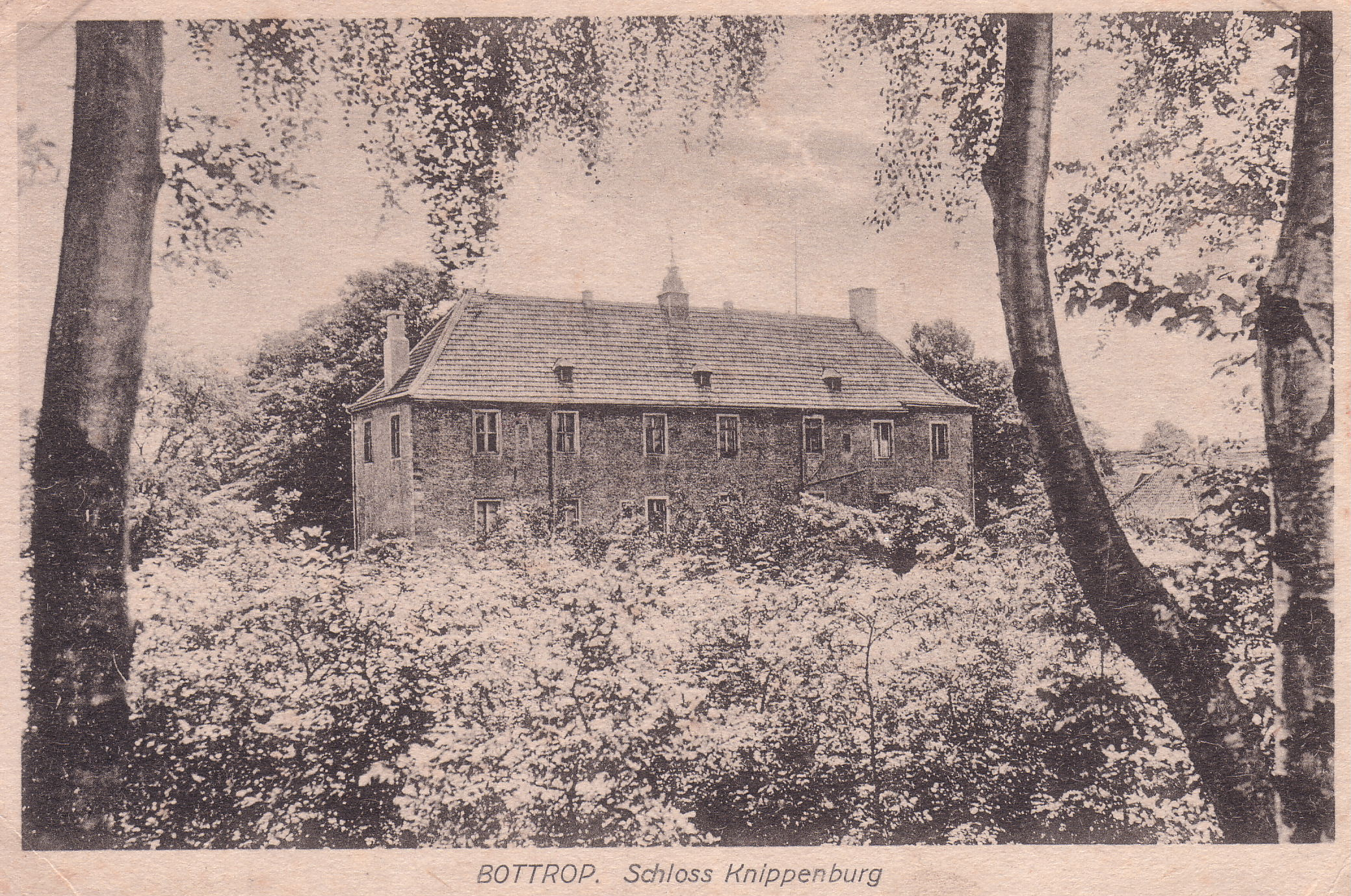
Haus Knippenburg

Haus Knippenburg, auch als „Schloss Knippenburg“ bezeichnet, war ein Wasserschloss auf dem rechten Ufer der Emscher in Bottrop, das von 1340 bis 1962 bestand.

## Geschichte

### Baugeschichte und Besitzer
Haus Knippenburg wurde 1340 errichtet. Eine Kapelle folgte 1385, die 1419 zu einer Kirche mit einem Kirchturm erweitert wurde.
Zunächst war Haus Knippenburg im Besitz der seit 1348 urkundlich nachgewiesenen Adelsfamilie derer von Knippenburg, u. a. von Heinrich von Knippenborg, Wessel von Knippenborg und Bruno von Knippenburg. Zu den späteren Besitzern der Burg zählten Walter von der Loë, die Familien von Heyden, von Bellinghausen und im Jahr 1700 von Asbeck.
Am 9. Juni 1821 kaufte Friedrich Carl Devens (1782–1849), preußischer Justizkommissar, später Landrat des Kreises Recklinghausen und Mitglied des Westfälischen Provinziallandtages, Haus Knippenburg samt Wirtschaftsgebäuden, zugehörigen Ländereien und dem Recht der Zucht von Emscherbrücher Pferden in der Wildbahn. Seine Tochter Antonia Devens wurde 1878 Alleinerbin.
Um 1878 zeichneten sich Bergschäden an den Gebäuden ab. Im Juli 1884 beklagte der Arzt Dr. Albers die durch die umliegenden Sümpfe verursachte dauernde Feuchtigkeit und die schlechte Wasserqualität. Das Bergbauunternehmen Arenberg AG (später Rheinische Stahlwerke) wurde zur Zahlung einer Entschädigung an die Familie Devens verurteilt und kaufte das Schloss im Jahr 1885.

### Abriss
Der Zustand der Gebäude verschlechterte sich zunehmend, und im Zweiten Weltkrieg wurde die Anlage erheblich beschädigt. 1962 wurden die Gebäude abgetragen, die Mauern schließlich gesprengt und auf dem Gelände eine Lagerhalle der Schuhfirma Deichmann errichtet. Nur eine Gedenktafel erinnert noch an das Schloss.

## Haus Knippenburg in der Literatur
Die Dichterin Luise Hensel lebte auf Einladung ihres Freundes Friedrich Carl Devens in den 1820er Jahren alljährlich für einige Wochen auf Haus Knippenburg. In ihrer Korrespondenz äußerte sie sich begeistert über das Schloss, die schöne Landschaft und die Gastfreundschaft der Familie Devens. Ihre Aufenthalte inspirierten sie unter anderem zu ihrem Gedicht „Knippenburg“:
Grau ragt und ernst ein Schloß empor

Aus Fluren und uralten Bäumen;

Es öffnet sich freundlich das gastliche Tor

Zu des Hauses stattlichen Räumen.

Und die Myrthe grünt und der Lorbeer rauscht

Und Orangen wehen im Winde

Und manch’ ein freundliches Wort wird getauscht

An der grünen duftigen Linde.

Doch auf der Terrasse, auf Garten und Park

Ruht nicht nur poetisches Weben,

Es tönt das Wort durch Herzen und Mark,

Das Wort vom ewigen Leben;

Denn, wenn die Glocke des Turmes erschallt

Hoch über der stillen Kapelle,

Dann ist die Rede des Mundes verhallt

Wie des Baches fliehende Welle — — —.